# Krystyna Strusiówna
(Zofia) Krystyna Strusiówna (ur. ok. 1605, zm. 1647) – córka starosty halickiego Mikołaja Strusia i Zofii Orzechowskiej.

## Życiorys
W 1625 roku Krystyna zawarła w atmosferze skandalu kazirodcze małżeństwo ze swym siostrzeńcem Adamem Kalinowskim. Wobec sprzeciwu swego ojca Mikołaja wobec zawartego małżeństwa, uciekła wraz z mężem z Halicza zabierając całą swą wyprawę. W 1627 roku zmarł ojciec Strusiówny, po którym Kalinowscy otrzymali większość majątku. Małżeństwo Krystyny i Adama było bezdzietne. Po śmierci Adama Kalinowskiego 2 maja 1638 roku, wyszła ponownie za mąż. Jej drugim mężem został w końcu 1638 lub w 1639 roku wojewoda ruski Konstanty Wiśniowiecki. Małżeństwo trwało do 1641 roku i było bezpotomne. W roku 1644 oddała w dzierżawę Aleksandrowi Kryńskiemu i Agnieszce Komorowskiej majętności Bohdanowice i Kołtyny. Około 1646 roku wyszła za mąż za wojewodę dorpackiego Andrzeja Leszczyńskiego. Zmarła wkrótce po ślubie.